# 索拉茲
史蒂芬·約書亞·索拉茲（英語：Stephen Joshua Solarz，1940年9月12日—2010年11月29日），是一位美國政治家，曾在紐約擔任美國眾議員，直到1992年眾議院銀行業醜聞後結束了他的政治生涯。
索拉茲在國際關係問題上非常積極參與。在國會中，他不畏強權，批評了1982年時羅納德·雷根總統向黎巴嫩部署海軍陸戰隊。此外，他也是1991年海灣戰爭授權法案的共同發起人，在喬治·赫伯特·沃克·布什總統任期內發揮了重要作用。

## 早年生活和教育
索拉茲出生於紐約市曼哈頓，並在紐約市的公立學校就讀。 1958年，他從米德伍德高中畢業後獲得了學士學位。他於1962年獲得了布蘭戴斯大學的學士學位，並在1967年獲得了哥倫比亞大學的公法和政府碩士學位。在1967—1968學年期間，索拉茲在布魯克林學院擔任政治學教授的職位。

## 紐約州議會
1966年，索拉茲擔任反戰運動的競選經理，參選美國眾議院議席。兩年後，他利用這一經驗成功當選州議會議員。從1969年到1974年，他擔任紐約州議會議員，連任了第178、179和180屆紐約州立法機構議員。
在1973年的民主黨初選中，索拉茲與塞巴斯蒂安·萊昂內競爭布魯克林區主席，但未成功。這並不出人意料；索拉茲的競選主要是為了提高知名度以及建立政治和籌款聯繫 。1974年，他成為民主黨全國中期代表大會的代表。

## 逝世
索拉茲於2010年11月29日在華盛頓特區因食道癌去世，享年70歲。他被安葬在華盛頓特區的國會公墓。